# 弗兰克·卢克
弗兰克·卢克（德語：Frank Luck，1967年12月5日—），德国男子冬季两项运动员。他曾代表东德和德国参加1988年、1994年、1998年和2002年冬季奥林匹克运动会冬季两项比赛，获得二枚金牌和三枚银牌。